# Крытый мост Вест Корнуолл
Крытый мост Вест Корнуолл (англ. West Cornwall Covered Bridge) — исторический деревянный крытый решётчатый мост через реку Хусатоник в тауне Корнуолл в штате Коннектикут. Построенный примерно в 1864 году мост имеет уникальную решётчатую конструкцию, разработанную для повышения долговечности и устойчивости, что делает его одним из наиболее выдающихся примеров деревянной инженерии в регионе.
История переправы через реку в этом месте восходит к 1762 году, когда здесь начали возводить мосты, однако те часто разрушались из-за природных условий. Нынешний мост появился примерно в 1864 году, его конструкция включает два пролёта различной длины. За годы своего существования мост неоднократно реконструировался и укрепляся. Построенный из прочной красной сосны, сначала он был укреплён дубовыми фермами, а позднее стальными конструкциями, что помогло сохранить его функциональность. Мост также украшен двускатной крышей, перестроенной в 1946 году, и имеет характерный красный цвет, в который его начали красить в 1957 году. За свою долгую историю мост сталкивался с рядом серьёзных происшествий, включая наводнения, угрозы разрушения из-за льда и даже повреждения от тяжёлой техники.
Мост Вест Корнуолл имеет культурное и историческое значение. Он стал неотъемлемой частью архитектурного наследия Коннектикута, в 1975 году он был включён в Национальный реестр исторических мест США, став одним из трёх сохранившихся крытых мостов штата, включённых в этот реестр.

## История

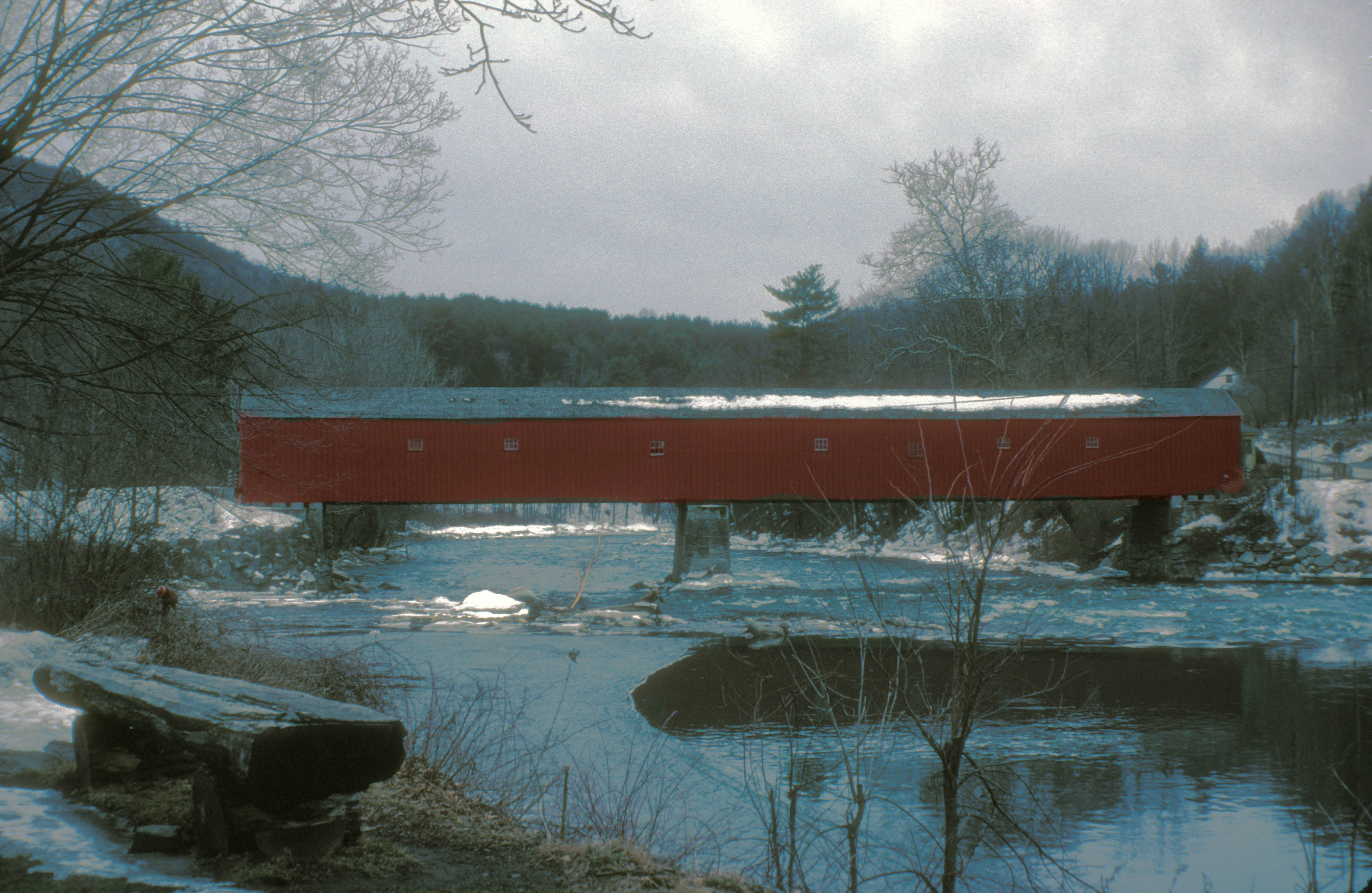
Мост в 1970 году

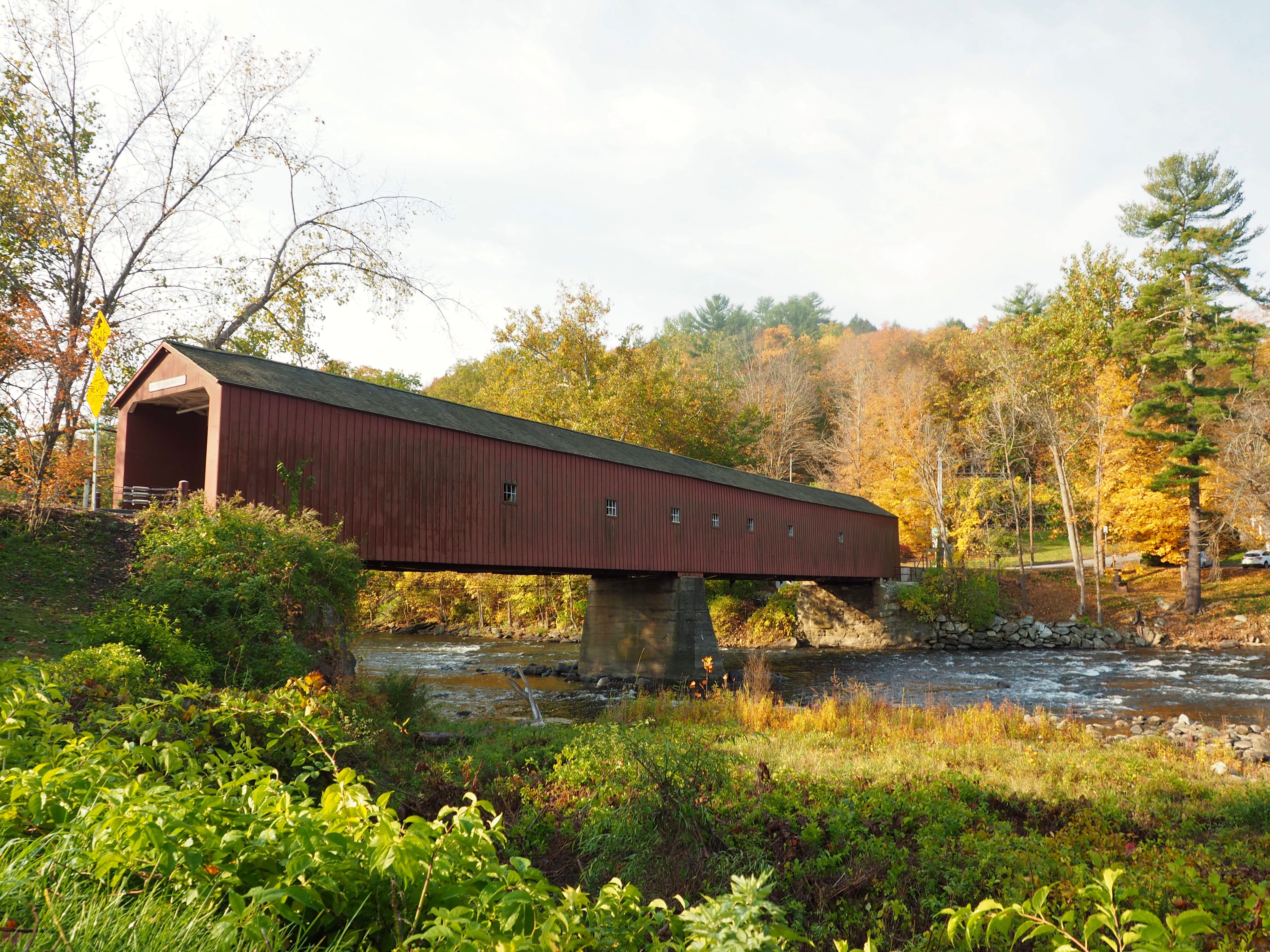
Вид на мост с берега реки Хусатоник

Ещё в 1762 году в этом месте на пересечении дорог с севера на юг и с востока на запад, были построены мосты. Такие мосты были недолговечными из-за наводнений и льдин, разрушавших их. Архивы городских собраний хранят записи о расходах на установку и ремонт таких мостов. По подсчётам Питера Вермильи, автора книги Hidden History of Litchfield County, деревянные мосты в этих краях обычно служили от 7 до 10 лет. По крайней мере один, а возможно и несколько воплощений этих ранних мостов были известны как мост Харт (англ. Hart Bridge), по имени одного из поселенцов Вест Корнуолла.
Хотя точных сведений о дате строительства нышеншего моста нет, историк тауна Корнуолл Майкл Ганнетт обнаружил статью в Litchfield Enquirer датрированную 4 августа 1864 года, в которой отмечалось, что мост через реку Хусатоник в Вест Корнуолле был открыт для движения после двух месяцев строительства. Ранее датой строительства моста считался 1841 год, построенный на месте смытого наводнением моста 1837 года, однако и он был либо повреждён, либо разрушен наводнением 1841 года. Поэтому 1841 год как дата постройки нынешнего решётчатого моста указана в номинации Национального реестра исторических мест и автором проекта моста числился американский инженер-строитель Итиэль Таун, умерший в 1844 году. Из-за близости железной дороги деревня разрослась и ей потребовался прочный и надёжный мост. Центральная опора моста, вероятно, осталась от предыдущего моста. По местному преданию, член городского совета Маркус Смит лично отправился в Норт-Адамс, штат Массачусетс, чтобы выбрать древесину для моста.
Первоначально построенный как однопролётный, в 1924 году мост был укреплён путём добавления центральной бетонной опоры, а старые боковые опоры из необработанного щебня также были укреплены. В 1968 году власти штата Коннектикут рассматривали возможност замены моста. В Вест Корнуолле был создан местный комитет по спасению крытого моста (англ. Committee to Save the Covered Bridge), благодаря его усилиям Транспортное управление Коннектикута решило сохранить и отремонтировать мост. При ремонте мост был поднят на 2 фута, а в его конструкцию установили стальные опоры для поддержки проезжей части. В 1973 году мост дополнительно укрепили, добавив скрытый стальной настил. Хотя все элементы моста по-прежнему на месте, нагрузку фактически несёт стальная конструкция под полом. Этот проект получил награду Федерального управления шоссейных дорог за выдающееся сохранение исторического наследия.

## Конструкция

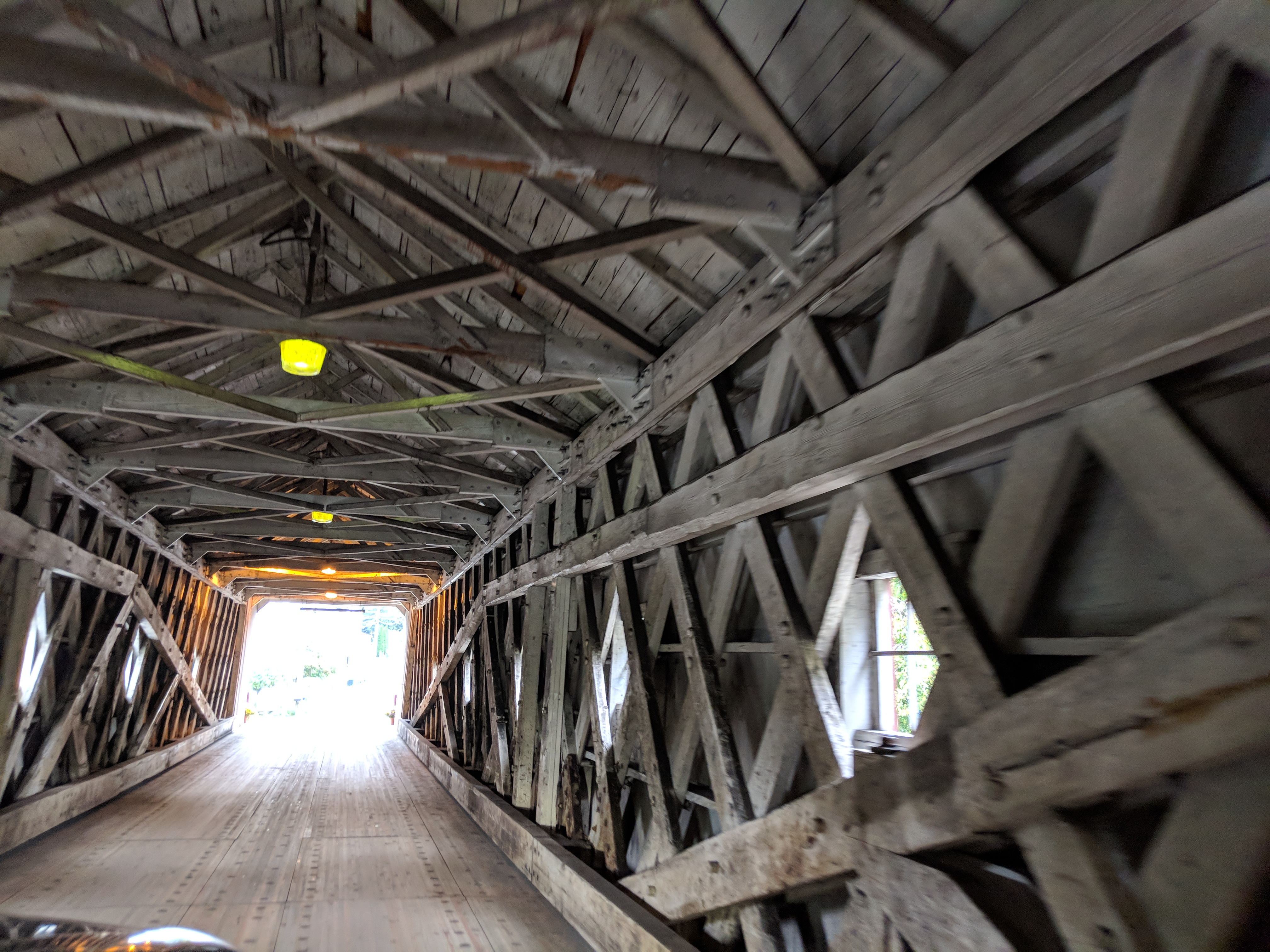
Конструкция моста

Построенный в 1864 году решётчатый крытый мост Вест Корнуоллсостоит из двух нервавных пролётов: западный пролёт длиной 28,96 метров (95 футов) и восточный пролёт длиной 23,47 метра (77 футов).
Позднее к мосту была добавлена вторичная стропильная ферма. Решётка моста сама по себе уже необычное архитектурное решение, а позднейшее добавление ферм создаёт уникальный визуальный стиль моста. Добавление фермы с опорами, вероятно, придало мосту жёсткость, поскольку деревянные фермы имеют тенденцию провисать. Решётчатая ферма моста изготовлена из брусьев красной ели, закреплённых нагелями, а дополнительные фермы сделаны из местного дуба.
До 1946 года у моста была плоская крыша, перестроенная на двускатную, которая сохранилась до наших дней. В 1957 году мост впервые окраcили в красный цвет. Мост электрифицирован и освещается внутри, 7 небольших квадратных окон остеклены. Мост поддерживает одну полосу движения транспортных средств, через него проходит дорога штата Connecticut Route 128.

## Происшествия
За свою историю мост пережил ряд катаклизмов, грозивших его существованию. Наводнение из-за Новоанглийского урагана 1938 года и наводнение 1955 года, вызванное совокупным воздействием ураганов «Конни» и «Диана», грозили смыть мост. Зимой 1961 года большой ледяной затор мог разрушить мост, но 26 февраля лёд был успешно взорван динамитом, позволив уровню воды опуститься. Мост также пришлось ремонтировать в 1945 году после того, как 20-тонный бензовоз провалился через пол моста. В декабре 2022 года мост пришлось закрыть на неделю после того, как в него врезался пикап с прицепом и повредил несколько балок.

## Значение
Крытый мост Вест Корнуолл имеет большую архитектурную ценность как один из всего трёх сохранившихся крытых мостов штата Коннектикут, имеющих историческую ценность. Притом, такая уникальная конструкция не повторяется у двух других мостов: Комсток и Буллс. Мост Вест Корнуолл в зимнем пейзаже появляется в начальных сценах фильма «Долина кукол» — американской драмы 1967 года, основанной на одноимённом романе 1966 года Жаклин Сюзанн.
30 декабря 1975 года мост был включён в Национальный реестр исторических мест США.